# Iwade (Wakayama)
Iwade (Japans: 岩出市, Iwade-shi) is een stad in de prefectuur Wakayama. Op 31 januari 2007 telde de stad 51.715 inwoners. De oppervlakte van de stad is 38,5 km².

## Fusies
Iwade was oorspronkelijk een van de zes gemeenten van het District Naga. Op 7 november 2005 fusioneerden de 5 andere gemeenten tot de nieuwe stad Kinokawa. Zo bleef Iwade als enige gemeente over binnen het District Naga. Op 1 april 2006 verkreeg Iwade het statuut van stad. Door deze wijziging hield het District Naga op met bestaan.

## Transport
- JR West: Wakayama-lijn

Treinen vertrekkende van Station Wakayama in de richting van Station Ōji (王寺駅) stoppen in volgende stations op het grondgebied van Iwade :
- - Station Funato (船戸駅)
  - Station Iwade (岩出駅)

De Hanwa-lijn passeert over het noordelijke grondgebied van de stad Iwade. Deze lijn heeft echter geen stations binnen de stad.